# Fürstentum Leiningen

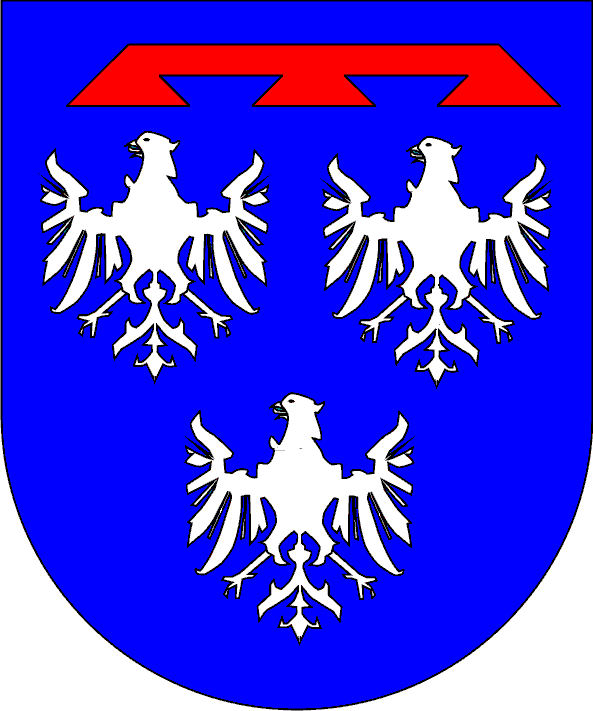
Fürstentum Leiningen

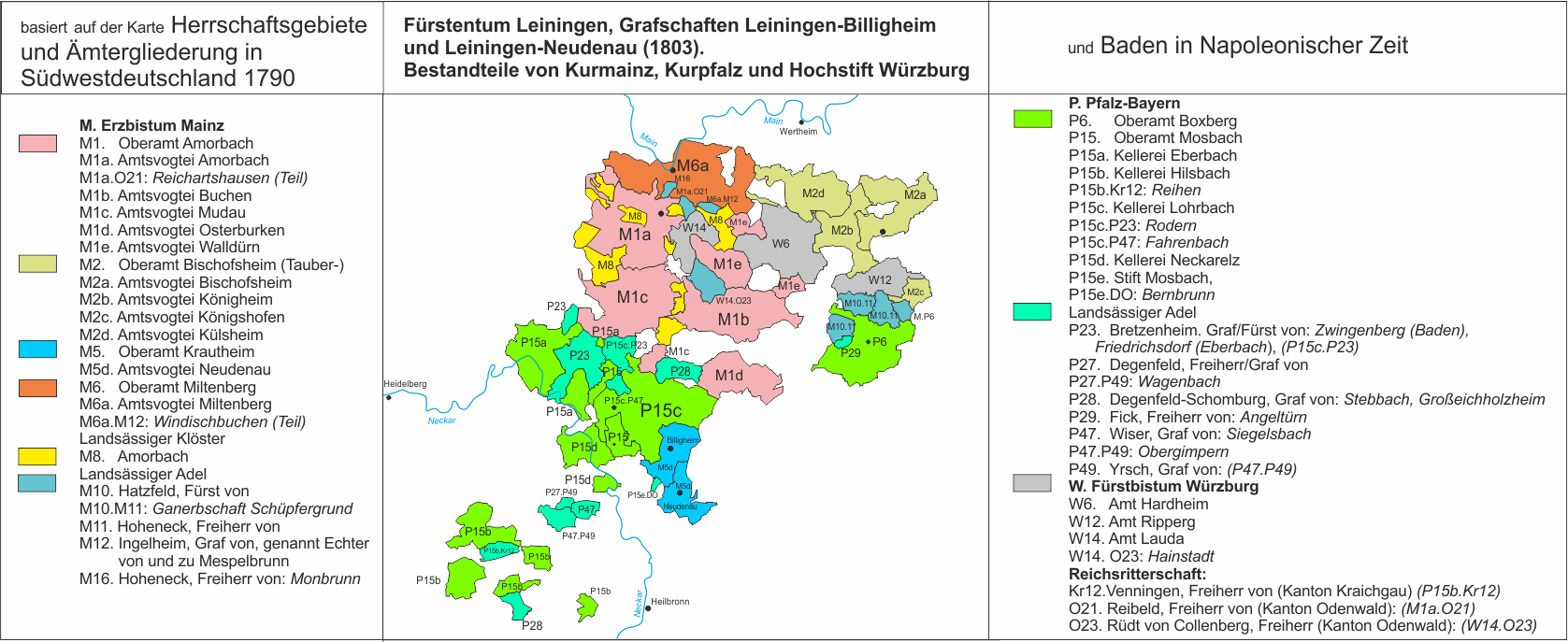
Fürstentum Leiningen und Grafschaften Leiningen-Billigheim und Leiningen-Neudenau

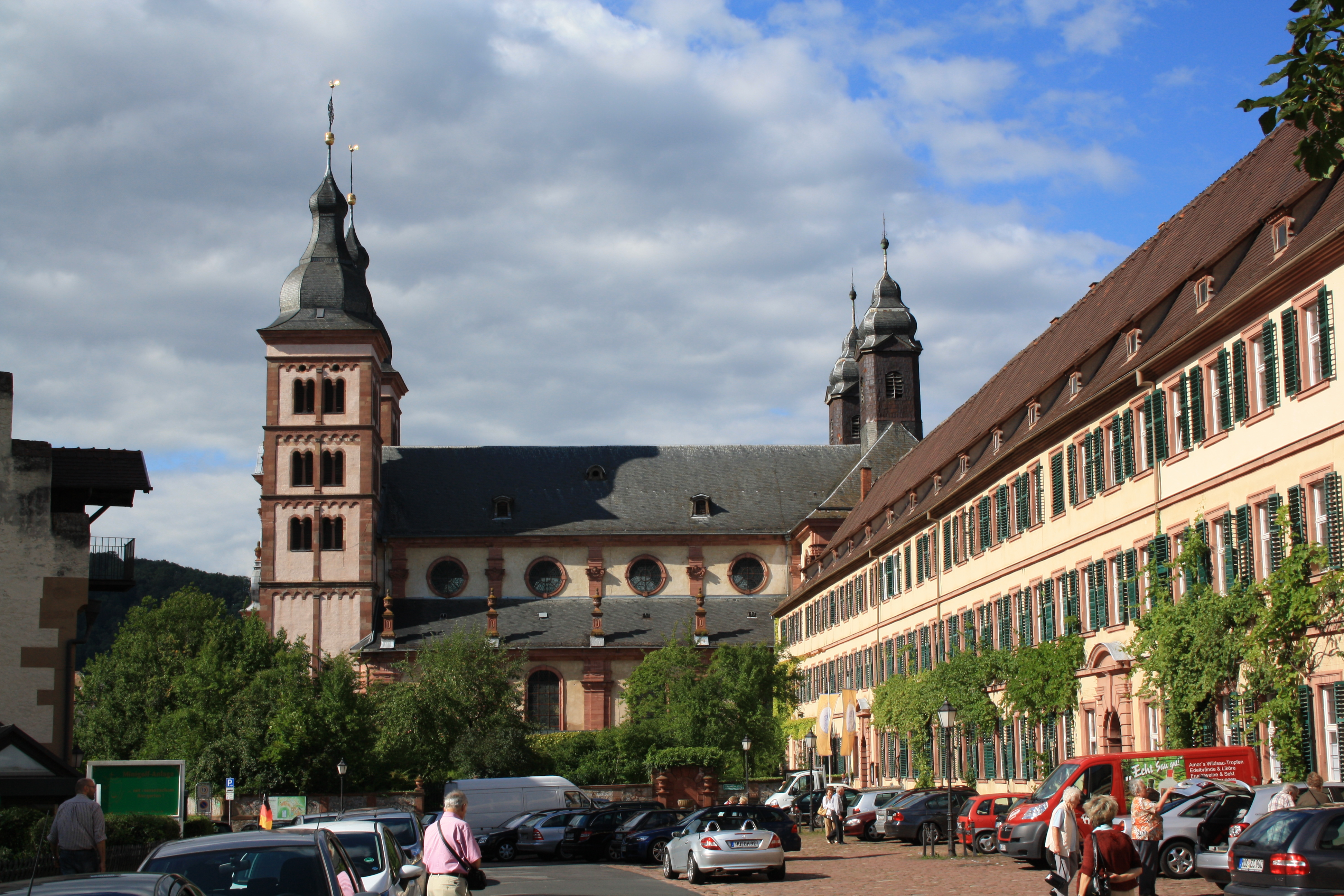
Kloster Amorbach, seit 1803 Residenz der Fürsten zu Leiningen

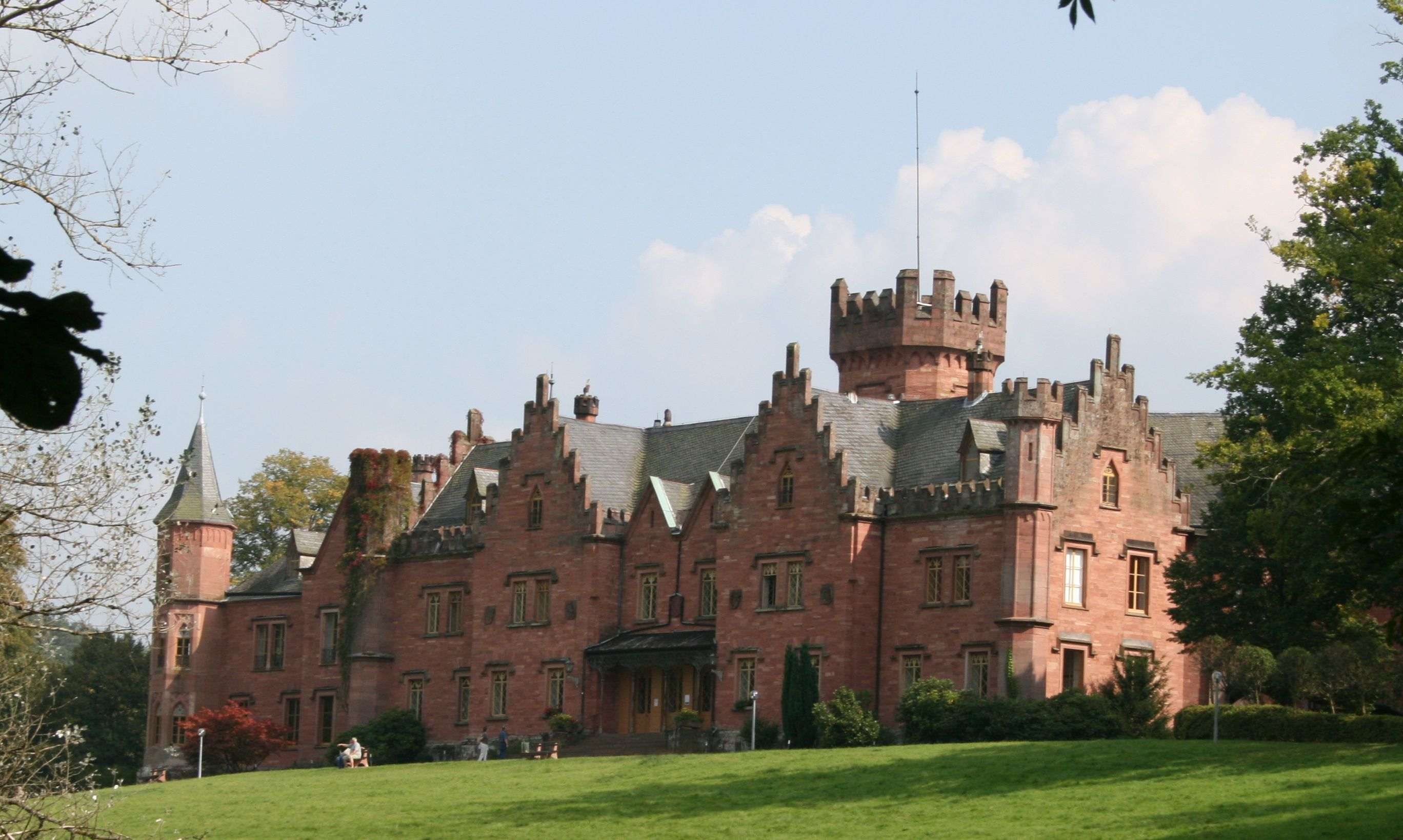
Schloss Waldleiningen, als Neubau von 1828 im britischen Stil durch Karl zu Leiningen in Auftrag gegeben

Das Fürstentum Leiningen war ein kurzlebiges Fürstentum, das 1803 im Zuge der Säkularisation nach dem Reichsdeputationshauptschluss entstand und eigens für die Linie Leiningen-Dagsburg-Hardenburg des Adelsgeschlechts der Leininger geschaffen wurde. Es lag zum größten Teil im heutigen Baden-Württemberg und zum kleineren Teil im heutigen Bayern. Bereits 1806 wurde das Fürstentum durch die Rheinbundakte mediatisiert und unter benachbarte Herrschaftshäuser aufgeteilt.

## Geschichte
Die Fürsten der Linie Leiningen-Dagsburg-Hardenburg wurden für ihre an Frankreich verlorenen linksrheinischen Besitzungen in der Pfalz mit einem neuen Territorium entschädigt, das aus ehemals kurmainzischen, kurpfälzischen und fürstbischöflich würzburgischen Gebietsteilen gebildet wurde. Die Residenz lag in Amorbach. Aus dem kurmainzischen Herrschaftsbereich erhielten die Leininger das Kloster Amorbach, die Ämter (Tauber-)Bischofsheim, Seligental, Buchen und Miltenberg, aus dem würzburgischen Herrschaftsbereich die Ämter Grünsfeld, Hardheim, Lauda, Rippberg und Gerlachsheim und von der Kurpfalz die Ämter Boxberg und Mosbach. Das neue Fürstentum besaß eine Fläche von 1600 km² und hatte 90.000 Einwohner.
Die Herrschaft der Leininger währte allerdings nur wenige Jahre; bereits 1806 fiel der Großteil des Fürstentums an das Großherzogtum Baden, die Reste an das Königreich Bayern und das Großherzogtum Hessen. Die Fürsten behielten als Standesherren bis zur Revolution von 1848/49 ihre eigenen Bezirksämter und Gerichte; außerdem verblieben ihnen noch beträchtliche Privatbesitzungen, die heute im Wesentlichen aus Wäldern bestehen.
Die archivalische Überlieferung des Fürstentums und der anschließenden Standesherrschaft befindet sich heute im Fürstlichen Archiv in Amorbach.

## Wohnsitze
Wohnsitze der Fürsten zu Leiningen waren:
- Fürstlich-Leiningensches Palais Amorbach
- Schloss Waldleiningen in Mörschenhardt
- Schloss Hohenburg in Lenggries

## Fürsten zu Leiningen

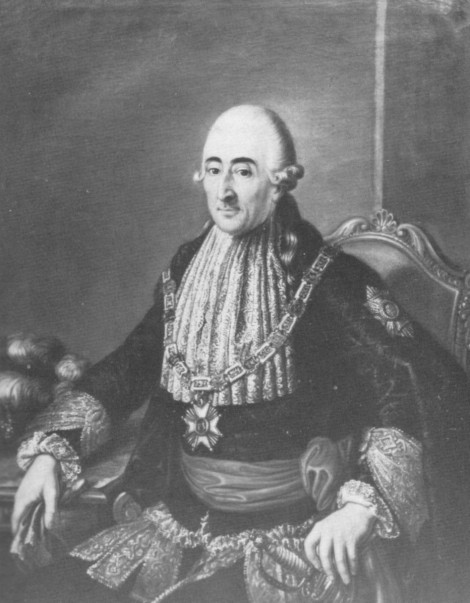
Carl Friedrich Wilhelm, 1. Fürst zu Leiningen

- Carl Friedrich Wilhelm, 1. Fürst zu Leiningen (1724–1807) ⚭ Christiane Wilhelmine Gräfin zu Solms-Rödelheim
- Emich Carl zu Leiningen, 2. Fürst zu Leiningen (1763–1814) ⚭ I. (1787) Henriette Gräfin Reuß zu Lobenstein-Ebersdorf, ⚭ II. (1803) Prinzessin Victoire von Sachsen-Coburg-Saalfeld
- Karl zu Leiningen, 3. Fürst zu Leiningen (1804–1856) ⚭ Maria Gräfin von Klebelsberg
- Ernst zu Leiningen, 4. Fürst zu Leiningen (1830–1904) ⚭  Marie Prinzessin von Baden
- Emich Eduard Carl zu Leiningen, 5. Fürst zu Leiningen (1866–1939) ⚭ Feodora Prinzessin zu Hohenlohe-Langenburg

## Chefs des Hauses Leiningen nach dem Ende der Monarchie
- Karl zu Leiningen (1898–1946) ⚭ Maria Großfürstin von Rußland
- Emich Kyrill zu Leiningen (1926–1991) ⚭ Eilika Herzogin von Oldenburg
- Andreas zu Leiningen (* 1955) ⚭ Alexandra Prinzessin von Hannover